# Dhana
Dhana là một thị trấn thống kê (census town) của quận Sagar thuộc bang Madhya Pradesh, Ấn Độ.

## Địa lý
Dhana có vị trí 23°45′B 78°51′Đ / 23,75°B 78,85°Đ Nó có độ cao trung bình là 513 mét (1683 feet).

## Nhân khẩu
Theo điều tra dân số năm 2001 của Ấn Độ, Dhana có dân số 10.295 người. Phái nam chiếm 61% tổng số dân và phái nữ chiếm 39%. Dhana có tỷ lệ 76% biết đọc biết viết, cao hơn tỷ lệ trung bình toàn quốc là 59,5%: tỷ lệ cho phái nam là 84%, và tỷ lệ cho phái nữ là 63%. Tại Dhana, 14% dân số nhỏ hơn 6 tuổi.